# Lohrberg (Siebengebirge)
Der Lohrberg ist einer der sieben großen Berge des Siebengebirges. Mit 432,8 m ü. NHN ist er der dritthöchste Berg im Siebengebirge. 

## Geographie
Der Lohrberg liegt auf dem Gebiet der Stadt Königswinter an der Grenze zur Stadt Bad Honnef, südwestlich der Margarethenhöhe und der zu Ittenbach gehörenden Ortslage Lahr. Benachbarte Berge und Anhöhen sind im Uhrzeigersinn von Lahr aus Scheerkopf, Trenkeberg, Merkenshöhe, Erpentalskopf, Jungfernhardt, Wasserfall und Großer Ölberg.
Die Besonderheit des Lohrberges liegt darin, dass er im Grunde ein Siebengebirge im Siebengebirge ist – besteht das „Lohrberg-Massiv“ doch aus sieben einzelnen Anhöhen, die allerdings alle bewaldete Kuppen sind. Der Lohrberg hat keinen markanten Gipfel mit entsprechender Aussicht wie andere Berge des Siebengebirges, so dass er trotz seiner Höhe eher unbekannt und wenig besucht ist.
An der Nordseite des Lohrbergs entspringt an der Lohrbergquelle der dem Rhein zufließende Mirbesbach.

## Geologie
In geologischer Hinsicht besteht der Lohrberg im Wesentlichen aus Trachyt, der eine Fläche von 0,5 km² einnimmt und damit den bei weitem größten Komplex dieser Gesteinsart im Siebengebirge darstellt. Er zeichnet sich durch ein bis zwei Zentimeter große Sanidineinsprenglinge aus, die im Vergleich zu den anderen lokalen Trachytarten sowohl größer sind als auch häufiger auftreten.

## Geschichte
Mit Wald und Bäumen hängen in der Regel die Namens- und Ortsbezeichnungen zusammen, die mit dem althochdeutschen Wort Loh versehen sind. Auch der Name des Lohrberges ist demnach auf den Bewuchs zurückzuführen, der sich auf dem Trachyt und Trachyttuff gebildet hat.